# 유리 파트리케예브
유리 니콜라이 파트리케예브(아르메니아어: Յուրի Նիկոլայի Պատրիկեև, 1979년 9월 28일~) 또는 유리 니콜라예비치 파트리케예프(러시아어: Ю́рий Никола́евич Патрике́ев)는 러시아와 아르메니아의 전직 레슬링 선수이다. 러시아 국가대표로 활동하다가 2006년 아르메니아로 귀화했으며 2008년 하계 올림픽에서 남자 그레로코만형 슈퍼헤비급 동메달을 획득했다. 그는 세계 선수권 대회에서 은메달 1개, 동메달 2개를 획득했고 유럽 선수권 대회에서 금메달 4개, 동메달 2개를 획득했다.